# Juarez Santos
Juarez Silva dos Santos (Rio de Janeiro, 12 de abril de 1979) é um carateca brasileiro, considerado por muitos um dos maiores caratecas que o Brasil já teve, senão o maior. 
Juarez começou a praticar caratê aos onze anos, quando Wanderlei, um professor de caratê, começou a dar aula aos jovens do bairro de Nova Campina, em Duque de Caxias.
Nos Jogos Pan-americanos de 2007 Juarez derrotou o venezuelano Mario Toro na final da categoria acima de 80 kg, conquistando a medalha de ouro.
Juarez coleciona títulos brasileiros, cariocas e sul-americanos de Caratê.
Seu filho, Igor Cardoso dos Santos, segue seus passos no Caratê, sendo campeão do Intercolegial e da Copa Rio Cidade Maravilhosa. Existe uma expectativa muito grande de que ele seja o sucessor de Juarez, pois suas performances no tatame dão o que falar, tem um futuro promissor.

Em 2010, Juarez foi candidato pelo PRB (Partido Republicano Brasileiro) ao cargo de deputado federal pelo estado do Rio de Janeiro, obtendo 6.169 votos.
Juarez Santos é Graduado em Licenciatura Plena em Educação Física pelo Centro Universitário Augusto Motta - Unisuam.
Em 2011 Juarez Santos retornou a Seleção Brasileira de Caratê, onde tentou conquistar a sua segunda medalha de ouro nos Jogos Pan-Americanos em Outubro no México. 
Em 2012 Juarez Santos disputou duas eleições, no município de Duque de Caxias, concorrendo ao cargo de vereador onde obteve 2957 votos, tornando-se 1° suplente e pela Federação de Karate do Estado do Rio de Janeiro onde foi eleito Presidente da modalidade no Estado. Juarez Santos também é Subsecretário Municipal de Esporte e Lazer no Governo do Prefeito Alexandre Cardoso em Duque de Caxias.
Em 13/04/2013 Juarez Santos voltou aos tatames na Seletiva Estadual do Rio de Janeiro e em 2014 sagrou-se Campeão do Open Internacional Arnold Classic.
Atualmente Juarez atua como professor de Caratê no Colégio Santa Mônica